# Ray J
Вилијам Реј Норвуд Млађи (енгл. William Ray Norwood Jr.; Маком, 17. јануар 1981), познат као Ray J (транскр.  Реј Џеј), амерички је певач, текстописац, телевизијска личност и глумац. Млађи је брат глумице и певачице Бренди Норвуд. Познат је по снимку секса који је снимио с Ким Кардашијан из 2003. под називом Ким Кардашијан, суперзвезда (2007).

## Биографија
Рођен је 17. јануара 1981. у Макому. Син је Билија Норвуда и Сонје Бејтс Норвуд. Има старију сестру Бренди Норвуд. Током детињства преселио се с породицом у Лос Анђелес и почео да снима ТВ рекламе.
У августу 2016. оженио се Принсес Лав. Упознали су се на снимању ријалити-емисије Љубав и хип-хоп: Холивуд. Ћерку су добили 22. маја 2018, а сина 7. јануара 2020. У мају 2020. Лав је поднела захтев за развод.

## Дискографија
Студијски албуми
- (1997)
- (2001)
- (2005)
- (2008)
- (2022)